# 短额负蝗
短额负蝗（学名：Atractomorpha sinensis）又名中華負蝗、臺灣負蝗、紅后負蝗、中華短額負蝗，是直翅目锥头蝗科负蝗属的一种昆虫主要分布在中国、泰国、印度、越南、缅甸、日本、印度尼西亚、美国和加拿大等地区，为常见的食叶类害虫。